# Soloco (distrito)
Soloco é um distrito peruano localizado na Província de Chachapoyas, departamento Amazonas. Sua capital é a cidade de Soloco.

## Transporte
O distrito de Soloco não é servido pelo sistema de estradas terrestres do Peru.